# Musée Lajos Kassák
Le musée Lajos Kassák (en hongrois : Kassák Múzeum) est un musée situé dans le 3e arrondissement de Budapest. 